# パーヴェル・ブレ
パーヴェル・ウラジーミロヴィチ・ブレ（ロシア語: Па́вел Влади́мирович Буре́, ラテン文字転写: Pavel Vladimirovich Bure, 1971年3月31日 - ）は、ソヴィエト連邦モスクワの元プロアイスホッケー選手である。ポジションはライト・ウィンガー。
その速さから愛称は"ロシアン・ロケット"("Russian Rocket")。ソビエト連邦のCSKAモスクワで3シーズンをプレーし、ナショナルホッケーリーグ (NHL) に移籍。12シーズンをバンクーバー・カナックス、フロリダ・パンサーズおよびニューヨーク・レンジャースでプレーした。

## 概略
1989年、NHLのドラフト113位でバンクーバー・カナックスに指名された。最初のシーズンに最優秀新人賞のカルダー記念賞を受賞。カナックスで7シーズンを過ごした後フロリダ・パンサーズに移籍、2年連続で得点王としてモーリス・リシャール賞を受賞。2005-2006年のシーズンを前にして、膝の慢性的な障害を理由に34歳で引退を表明。　NHLの定期試合で702試合に出場し779ポイント(437ゴール342アシスト)を記録した。200点以上のパックを打ちこんだ選手の中では1試合当たりの得点数において、ブレはNHL歴代5位を占める。NHLオールスターゲームに6回出場し、2000年にはオールスターゲームの最も貴重な選手に与えられる賞を獲得した。
国際大会においてはソヴィエト代表、後にロシア代表として出場。ソヴィエト代表として1989年にU20世界選手権で優勝、1990年と1991年は準優勝を成し遂げた。ロシア代表として1990年の世界選手権で優勝。1991年は銅メダルを獲得した。ソヴィエト崩壊後は1998年にロシア代表として長野オリンピックに出場、銀メダルを獲得。2002年のソルトレークシティオリンピックでは銅メダルを獲得した。
2006年トリノオリンピックではロシア代表チームのジェネラル・マネージャーとして参加。
2002年にIIHFのホッケーの殿堂入り。NHLのチームから背番号(10番)が永久欠番になった最初のロシア人選手である。

## 生い立ち

### ソヴィエト連邦
パーヴェル・ブレは1971年3月31日、ミンスクの第3市立病院で生まれた。両親はモスクワに暮らしていたが、ミンスク育ちの母親は出産のためにミンスクに移動した。しかしブレがインタビューで何度も確認しているように、彼の出生届にはモスクワ出生と記載されている。父のウラジーミルは水泳選手でオリンピック4冠、ソビエト選手権17冠だった。祖父のワレリーは水泳のコーチだった。
6歳の時にHC CSKAモスクワの少年チームでアイスホッケーを始める。1988年、CSKAの中心選手としてディナモ・リガとの試合でデビュー。試合開始4分でブレは最初のパックを打ちこんだ。ブレは4シーズンの間にCSKAで2度のソヴィエトチャンピオンになり、3度ヨーロッパ選手権で優勝した。最も活躍したのは最後のシーズンで、平均すると1試合で1ポイント以上を記録した(出場44試合で46ポイント）。
1989年、U20世界選手権でデビューし優勝。それだけでなくブレ－フョードロフ－モギリヌイのトロイカが国際試合でデビューした大会になった。トロイカは存分に結果を出し、19ゴール38ポイントを記録。ブレ自身は8ゴール6アシストを決め、大会のベストフォワードに選ばれた。

### NHL
1990年代の初め、ブレのソ連代表チームの仲間がそうであったように、ブレもＮＨＬに移籍。ブレはバンクーバー・カナックスにドラフト113位で選ばれた。ＮＨＬの最初のシーズンにブレはＮＨＬで最も高給のロシア人選手になった。1991-1992年にはリーグ全体の最優秀新人賞を受賞。シーズン終了時にはブレの爆発的なスピードから「ロシアンロケット」の異名を取った。　
2年後、ブレは60ゴールを決めて得点王になる。2シーズン続けて彼は定期試合で100ポイント以上を獲得し、4年連続でクラブをプレーオフに導いた。特に成果が出たのは1993-1994年でカナックスはスタンレー・カップの決勝まで進出したが、ニューヨーク・レンジャースと激闘の末、3勝4敗でスタンレー・カップを逃した。ブレはプレーオフで16ゴール15アシストを決め、プレーオフで1人の選手が残した成績としてクラブの新記録を樹立した。シーズンが終了するとカナックスと契約を延長し、5年間の契約を2450万ドルで締結。この契約は、リーグ史上4番目の金額となった。
翌シーズンの初めにブレはシカゴ・ブラックホークスとの試合で右ひざの靭帯を損傷。長期間のリハビリを余儀なくされる。怪我から回復した後、ブレは1996年のワールドカップに出場することを同意した。ブレはアメリカ代表とのエキシビションマッチで右ひざを損傷したため、本大会では全くプレーすることができなかった。
ブレはいまだに得点力のある選手ではあったが、クラブを助けることはもうできなくなっていた。1996-97年のシーズンはブレにとってもクラブにとっても振るわないものになった。ブレは1試合あたりのポイントで過去最低の結果（63試合で55ポイント）を残し、クラブは7年ぶりにプレーオフ出場を逃した。定期試合の終盤の19試合をブレは背中の負傷のためにプレーすることができなかった。
1998年の夏からブレはモスクワに拠点を移し、コンディションを維持するためにＣＳＫＡで練習した。カナックスは最初ブレを外したが、のちにトレードを模索。ストライキが7か月続き、ブレは500万ドルの俸給を失った。
1999年1月、交渉の結果ブレはフロリダ・パンサーズに移籍し、2年続けてシーズンに50ゴール90ポイントを記録。2000年と2001年には得点王に与えられるモーリス・リシャール賞を受賞したが、クラブのタイトルを獲ることはできなかった。2000年の夏、ブレはパンサーズと5年間の契約を4750万ドルで締結する。契約は6年で1050万ドルのオプション付きだった。2000年のシーズンにブレは58ゴール36アシスト（94ポイント）を残し、ヤロミール・ヤーガーに次いでポイントランキング2位でシーズンを終えた。また、シーズンに1人の選手が記録したポイントでクラブの記録を更新した。2001年の夏に弟のワレリーがトレードされた後、ブレ兄弟は初めて同じクラブになった。
2002年3月、締切の1日前にパンサーズはブレをニューヨーク・レンジャースとトレードする。しかしレンジャースは5年連続でプレイオフ進出を逃した。ブレは膝の怪我のために多くの試合に出場できず、2003-2004年のシーズンを丸々棒に振った。
2005年11月1日、モスクワで開かれた記者会見でブレは現役引退を表明。34歳だった。NHLで通算702試合に出場し437ゴールを打ちこみ、779ポイントを記録した。
NHLでは背番号96、10、9を着けてプレーしていた。

## ロシア代表
ブレは1998年のオリンピック銀メダリスト、1990年の世界選手権チャンピオン、1989年のソヴィエト選手権チャンピオン、そして2002年のソルトレークシティオリンピック銅メダリストである。
1998年の長野オリンピックではブレはロシア代表チームのキャプテンを務め、6試合で9ゴールを打ちこんだ。そのうち5ゴールはフィンランドとの準決勝で決まった。決勝ではブレもチームも見せ場を作れず銀メダルに甘んじた。

## プレーデータ

### 定期試合とプレーオフ
Bolded numbers indicate season/ playoff leader
| 1987–88     | CSKAモスクワ               | ソヴィエト  | 5   | 1   | 1   | 2   | 0   | —  | —  | —  | —  | —  |
| 1988–89     | CSKAモスクワ               | ソヴィエト  | 32  | 17  | 9   | 26  | 8   | —  | —  | —  | —  | —  |
| 1989–90     | CSKAモスクワ               | ソヴィエト  | 46  | 14  | 11  | 25  | 22  | —  | —  | —  | —  | —  |
| 1990–91     | CSKAモスクワ               | ソヴィエト  | 44  | 35  | 11  | 46  | 24  | —  | —  | —  | —  | —  |
| 1991–92     | バンクーバー・カナックス   | NHL         | 65  | 34  | 26  | 60  | 30  | 13 | 6  | 4  | 10 | 14 |
| 1992–93     | バンクーバー・カナックス   | NHL         | 83  | 60  | 50  | 110 | 69  | 12 | 5  | 7  | 12 | 8  |
| 1993–94     | バンクーバー・カナックス   | NHL         | 76  | 60  | 47  | 107 | 86  | 24 | 16 | 15 | 31 | 40 |
| 1994–95     | スパルタク・モスクワ       | RSL         | 1   | 2   | 0   | 2   | 2   | —  | —  | —  | —  | —  |
| 1994–95     | EVラントシュット           | DEL         | 1   | 3   | 0   | 3   | 2   | —  | —  | —  | —  | —  |
| 1994–95     | バンクーバー・カナックス   | NHL         | 44  | 20  | 23  | 43  | 47  | 11 | 7  | 6  | 13 | 10 |
| 1995–96     | バンクーバー・カナックス   | NHL         | 15  | 6   | 7   | 13  | 8   | —  | —  | —  | —  | —  |
| 1996–97     | バンクーバー・カナックス   | NHL         | 63  | 23  | 32  | 55  | 40  | —  | —  | —  | —  | —  |
| 1997–98     | バンクーバー・カナックス   | NHL         | 82  | 51  | 39  | 90  | 48  | —  | —  | —  | —  | —  |
| 1998–99     | フロリダ・パンサーズ       | NHL         | 11  | 13  | 3   | 16  | 4   | —  | —  | —  | —  | —  |
| 1999–00     | フロリダ・パンサーズ       | NHL         | 74  | 58  | 36  | 94  | 16  | 4  | 1  | 3  | 4  | 2  |
| 2000–01     | フロリダ・パンサーズ       | NHL         | 82  | 59  | 33  | 92  | 58  | —  | —  | —  | —  | —  |
| 2001–02     | フロリダ・パンサーズ       | NHL         | 56  | 22  | 27  | 49  | 56  | —  | —  | —  | —  | —  |
| 2001–02     | ニューヨーク・レンジャース | NHL         | 12  | 12  | 8   | 20  | 6   | —  | —  | —  | —  | —  |
| 2002–03     | ニューヨーク・レンジャース | NHL         | 39  | 19  | 11  | 30  | 16  | —  | —  | —  | —  | —  |
| NHLトータル | NHLトータル                | NHLトータル | 702 | 437 | 342 | 779 | 484 | 64 | 35 | 35 | 70 | 74 |

### 国際試合
| 年                     | 大会                   | 会場                       |                     | GP                  | G                   | A                   | Pts                 | PIM |
| ---------------------- | ---------------------- | -------------------------- | ------------------- | ------------------- | ------------------- | ------------------- | ------------------- | --- |
| 1988                   | ソヴィエト連邦         | U17ワールドチャレンジ      | Stats not available | Stats not available | Stats not available | Stats not available | Stats not available |     |
| 1988                   | ソヴィエト連邦         | ヨーロッパ・ジュニア選手権 | 6                   | 10                  | 0                   | 10                  | 2                   |     |
| 1989                   | ソヴィエト連邦         | ジュニア世界選手権         | 7                   | 8                   | 6                   | 14                  | 4                   |     |
| 1989                   | ソヴィエト連邦         | ヨーロッパジュニア選手権   | 6                   | 5                   | 6                   | 11                  | 4                   |     |
| 1990                   | ソヴィエト連邦         | ジュニア世界選手権         | 7                   | 7                   | 3                   | 10                  | 10                  |     |
| 1990                   | ソヴィエト連邦         | 世界選手権                 | 10                  | 2                   | 4                   | 6                   | 10                  |     |
| 1991                   | ソヴィエト連邦         | グッドウィルゲームズ       | 5                   | 4                   | 1                   | 5                   | -                   |     |
| 1991                   | ソヴィエト連邦         | ジュニア世界選手権         | 7                   | 12                  | 3                   | 15                  | 31                  |     |
| 1991                   | ソヴィエト連邦         | 世界選手権                 | 10                  | 3                   | 8                   | 11                  | 2                   |     |
| 1996                   | ロシア                 | ワールドカップ             | 0                   | —                   | —                   | —                   | —                   |     |
| 1998                   | ロシア                 | オリンピック               | 6                   | 9                   | 0                   | 9                   | 2                   |     |
| 2000                   | ロシア                 | 世界選手権                 | 6                   | 4                   | 1                   | 5                   | 10                  |     |
| 2002                   | ロシア                 | オリンピック               | 6                   | 2                   | 1                   | 3                   | 8                   |     |
| ジュニア世界選手権合計 | ジュニア世界選手権合計 | ジュニア世界選手権合計     | 21                  | 27                  | 12                  | 39                  | 45                  |     |
| (WEC) 合計             | (WEC) 合計             | (WEC) 合計                 | 20                  | 5                   | 12                  | 17                  | 12                  |     |
| 世界選手権合計         | 世界選手権合計         | 世界選手権合計             | 6                   | 4                   | 1                   | 5                   | 10                  |     |
| 冬季オリンピック       | 冬季オリンピック       | 冬季オリンピック           | 12                  | 11                  | 1                   | 12                  | 10                  |     |
| シニア合計             | シニア合計             | シニア合計                 | 43                  | 24                  | 15                  | 39                  | 32b                 |     |